# باتريشيا بوتير
باتريشيا بوتير (بالإنجليزية: Patricia Potter)‏ هي ممثلة بريطانية، ولدت في 3 مارس 1975 في إنجلترا في المملكة المتحدة.

## وصلات خارجية
- باتريشيا بوتير على موقع IMDb (الإنجليزية)
- باتريشيا بوتير على موقع قاعدة بيانات الفيلم (الإنجليزية)